# Helmut Mauró
Helmut Mauró (* 1969 in München) ist ein deutscher Musikkritiker und Publizist. Seit 1991 schreibt er für die Süddeutsche Zeitung.

## Leben
Mauró studierte am Münchner Musikseminar und an der Ludwig-Maximilians-Universität München Musikwissenschaft, Neuere Deutsche Literatur, Linguistik, Kunstgeschichte und Theaterwissenschaft. Seit 1991 schreibt er als Musikkritiker für die Süddeutsche Zeitung. Er arbeitete als Schlussredakteur bei den Magazinen Snow und Surf sowie als produzierender Chefredakteur des Magazins Oper und Konzert. Er schrieb außerdem für taz, Badische Zeitung, Standard, Tagesspiegel und Focus. Er ist Mitglied der Jury „Chor und Vokalensemble“ des Preises der deutschen Schallplattenkritik.

## Kontroverse nach Kritik an Igor Levit
Im Zusammenhang mit der Verleihung des Bundesverdienstkreuzes an den in der Sowjetunion geborenen jüdischen Pianisten Igor Levit für sein öffentliches Eintreten gegen Antisemitismus veröffentlichte Mauró am 16. Oktober 2020 in der SZ einen Artikel unter der Überschrift „Igor Levit ist müde“, in dem er behauptete, dieser habe neben seinen Aktivitäten auf Twitter keine Leistungen erbracht, die die Auszeichnung rechtfertigten. Auf Twitter sei er hingegen „Virtuose“. Dort habe sich ein „Weltgericht“ etabliert, dessen Urteile auf „Opferanspruchsideologie“ basierten. Levit bezeichnete Maurós Aussage als „unzweideutig antisemitisch konnotiert“. Laut Levit hatte SZ-Chefredakteur Wolfgang Krach zunächst betont, hinter Maurós Beitrag zu stehen. Am 20. Oktober 2020 veröffentlichten Krach und die Co-Chefredakteurin Judith Wittwer eine Stellungnahme in eigener Sache und baten Levit und die Leser um Entschuldigung dafür, dass manche den Text als antisemitisch empfanden und etliche, darunter auch Levit selbst, ihn als Künstler und Menschen herabgewürdigt sahen.